# Лонген
Лонген (њем. Longen) општина је у њемачкој савезној држави Рајна-Палатинат. Једно је од 103 општинска средишта округа Трир-Сарбург. Према процјени из 2010. у општини је живјело 87 становника. Посједује регионалну шифру (AGS) 7235077.

## Географски и демографски подаци
Лонген се налази у савезној држави Рајна-Палатинат у округу Трир-Сарбург. Општина се налази на надморској висини од 129 метара. Површина општине износи 1,0 km². У самом мјесту је, према процјени из 2010. године, живјело 87 становника. Просјечна густина становништва износи 90 становника/km².

## Међународна сарадња
| Мјесто    | Држава               | Врста сарадње | Од    |
| --------- | -------------------- | ------------- | ----- |
|           | Француска            | партнерство   | 1992. |
|           | Пољска               | партнерство   | 1995. |
| Муријалдо | Италија              | партнерство   | 1995. |
| Портисхед | Уједињено Краљевство | партнерство   | 1992. |
| Извор     |                      |               |       |